# Givry
Givry é uma comuna francesa na região administrativa de Borgonha-Franco-Condado, no departamento Saône-et-Loire. Estende-se por uma área de 26,09 km². Em 2010 a comuna tinha 3 855 habitantes (densidade: 147,8 hab./km²).